# Mavzuna Tjorijeva
Mavzuna Tjorijeva (tadzjikiska: Мавзуна Чориева), född 1 oktober 1992 i Kulob, är en tadzjikisk boxare. Tjorijeva vann brons vid de olympiska sommarspelen 2012 i London i lättvikten. I och med det blev Tjorijeva den första kvinnan att ta medalj för Tadzjikistan i olympiska spelen.